# シーディー・ラム
シーディー・ラム（CeeDee Lamb）ことセダリアン・デレオン・ラム（Cedarian DeLeon Lamb, 1999年4月8日 - ）は、アメリカ合衆国ルイジアナ州オペルーサス出身のプロアメリカンフットボール選手。NFLのダラス・カウボーイズに所属している。ポジションはワイドレシーバー。

## 経歴

### 生い立ち
ルイジアナ州オペルーサスで生まれ、ニューオリンズで生活していたが、2005年のハリケーン・カトリーナの影響でテキサス州ヒューストンに避難した。

### ハイスクール
テキサス州リッチモンドのジョン&ランドルフ・フォスター高等学校に通学し、フットボール部に所属した。高校2年生で1,082ヤード、レセプション57回、タッチダウン11回を記録した。
2016年の高校3年時、州史上4番目の2,032ヤード、レセプション98回、州史上2番目タイのレシービング・タッチダウン33回、パント・リターンからのタッチダウン3回を記録した。クォーターバックのアレックス・レマートと共に、5A-D1州準決勝でのテンプル高等学校戦を唯一の敗戦として、チームを14勝1敗に導いた。テキサス州選手賞、ヒューストン・タッチダウン・クラブのオフェンシブ選手賞、ヒューストン・クロニクル紙のヒューストン都市圏オフェンシブ選手賞を受賞した。
247Sports.com、Rivals.com、ESPNによるリクルート・レートで4つ星評価を受け、2016年7月25日にオクラホマ大学へのコミットを発表した。他にはアラバマ大学、テキサス大学からもオファーを受けていた。

### カレッジ

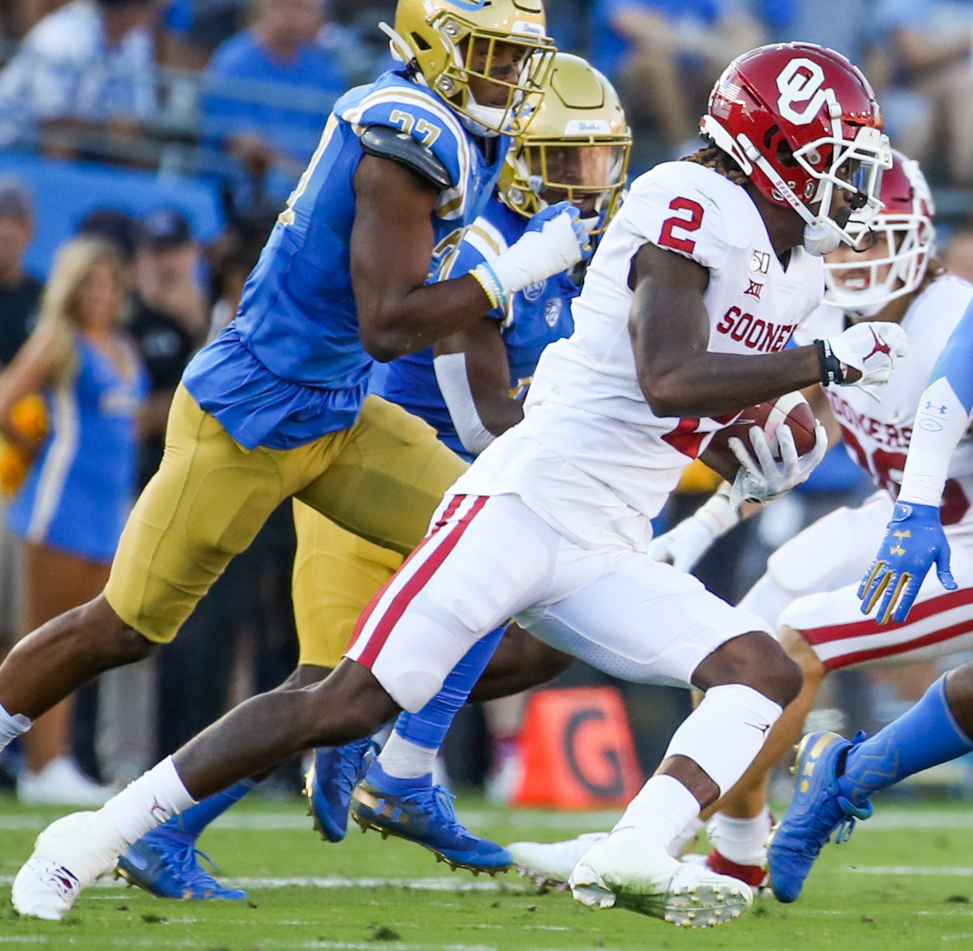
大学時代のラム
(2019年)

オクラホマ大学に進学し、1年目の2017年シーズンは同年ハイズマン賞を受賞したQBベイカー・メイフィールドのメインターゲットとして14試合に出場し、新人記録2番目タイの46レシーブ、オクラホマ大学の新人記録を更新する807レシーブ獲得ヤード、オクラホマ大学の新人記録タイの7つのタッチダウンを記録した。テキサス工科大学との対戦で、9レシーブ、147レシーブ獲得ヤード、タッチダウン2回でオクラホマ大学の1試合における新人記録タイとなった。シーズン終了後にESPNによるフレッシュマンオールアメリカンに選出された。
2年目の2018年シーズンは同年ハイズマン賞を受賞したQBカイラー・マレーのメインターゲットとして1,158レシーブ獲得ヤード、チーム最多となる11のタッチダウンを記録した。チームの12勝2敗に貢献し、プレイオフ進出に導いた。全14試合に出場し、うち13試合で先発し、65レシーブ、1,158レシーブ獲得ヤード、チーム最高のタッチダウン11回を記録した。またパント・リターナーとしても活躍し、17回リターン、218ヤード、ビッグ12カンファレンス2番目の平均12.8ヤードを記録した。レシーブ獲得ヤード100ヤード以上を5回記録し、マーキース・ブラウンと共に1年間で1,000ヤード獲得したオクラホマ大学初のワイドレシーバーとなった。ビッグ12カンファレンス決勝戦でランキング9位のテキサス大学と対戦し、自身のキャリア最高の6レシーブ、タッチダウン1回で167レシーブ獲得ヤードを記録し、39対27で勝利した。プレーオフ準決勝のオレンジボウルでは全米ランキング1位のアラバマ大学と対戦し、キャリアハイとなる8レシーブ、109レシーブ獲得ヤードを記録したが、チームは敗れた。
3年目の2019年シーズンはハイズマン賞次点となるQBジェイレン・ハーツのメインターゲットとして62レシーブ、1,327レシーブ獲得ヤード、14のタッチダウンを記録し、オールアメリカンファーストチームに選出された。レシーブ平均21.4ヤードの記録はオクラホマ大学の50レシーブ以上の選手で最高となった。大学フットボールのレシーバーに与えられるビレトニコフ賞の最終候補となった。ランキング7位のベイラー大学と対戦したビッグ12カンファレンス決勝戦で先制点71ヤードを含む8レシーブ、173レシーブ獲得ヤードを記録して30対23で勝利し、最優秀選手に選定された。プレーオフ準決勝のピーチボウルでは全米ランキング1位のルイジアナ州立大学と対戦し、1レシーブで51獲得ヤードを含む4レシーブ、計119レシーブ獲得ヤードを記録したが、チームは敗れた。このシーズン終了後の12月29日、2020年のNFLドラフトにアーリーエントリーすることを発表した。

### ダラス・カウボーイズ
| 6 ft 1+5⁄8 in (187 cm)      | 198 lb (90 kg) | 32+1⁄4 in (82 cm) | 9+1⁄4 in (23 cm) | 4.50 s | 1.58 s | 2.62 s | 34.5 in (88 cm) | 10 ft 4 in (3.15 m) | 11 回 | 12 |
| All values from NFL Combine |                |                   |                  |        |        |        |                 |                     |       |    |

ドラフト全体17位でダラス・カウボーイズから指名され、2020年7月23日に4年総額1400万ドルのルーキー契約を結んだ。

#### 2020年シーズン
1年目から先発に定着し、第4週のクリーブランド・ブラウンズ戦でキャリア初となるタッチダウンを記録した。このシーズンは74レシーブ、935レシーブ獲得ヤード、7つのタッチダウンを記録した。

#### 2021年シーズン
前年から成績を伸ばし、第16週のワシントン・フットボールチーム戦でシーズン通算1,000レシーブ獲得ヤードに到達。負傷したクーパー・カップの代理として自身初のプロボウルに選出された。

#### 2022年シーズン
全17試合に先発出場し、107レシーブ、1,359レシーブ獲得ヤード、9タッチダウンを記録して、自身初のオールプロセカンドチームに選出された。

#### 2023年シーズン
2023年4月20日、チームから5年目の契約オプションを行使された。49対17で勝利した第10週11月12日のニューヨーク・ジャイアンツ戦では、3試合連続10レシーブ以上、150レシーブ獲得ヤードを記録したNFL史上初の選手となった。20対19で勝利した第17週12月30日のデトロイト・ライオンズ戦では、13レシーブ、227レシーブ獲得ヤードを記録し、マイケル・アービンのチーム記録を更新した。シーズンを通してはNFLトップの135レシーブで1,749レシーブ獲得ヤード、12タッチダウンを記録し、オールプロファーストチームに選出された。

#### 2024年シーズン
2024年8月26日、カウボーイズと4年1億3,600万ドルの契約延長に合意した。シーズンでは101レシーブ、1,194レシーブ獲得ヤード、6タッチダウンを記録し、オールプロセカンドチームと4年連続のプロボウルに選出された。

## 詳細情報

### 年度別成績

#### レギュラーシーズン
| 年度 | チーム | 試合 | 試合 | レシーブ | レシーブ    | レシーブ         | レシーブ    | レシーブ | ラン | ラン        | ラン             | ラン        | ラン | リターン | リターン    | リターン         | リターン    | リターン | ファンブル    | ファンブル |
| 年度 | チーム | 出場 | 先発 | 回数     | 獲得 ヤード | 平均 獲得 ヤード | 最長 ヤード | TD       | 回数 | 獲得 ヤード | 平均 獲得 ヤード | 最長 ヤード | TD   | 回数     | 獲得 ヤード | 平均 獲得 ヤード | 最長 ヤード | TD       | ファン ブル数 | ロスト     |
| ---- | ------ | ---- | ---- | -------- | ----------- | ---------------- | ----------- | -------- | ---- | ----------- | ---------------- | ----------- | ---- | -------- | ----------- | ---------------- | ----------- | -------- | ------------- | ---------- |
| 2020 | DAL    | 16   | 14   | 74       | 935         | 12.6             | 52          | 5        | 10   | 82          | 8.2              | 19          | 1    | 25       | 219         | 8.8              | 47          | 1        | 2             | 1          |
| 2021 | DAL    | 16   | 13   | 79       | 1,102       | 13.9             | 49          | 6        | 9    | 76          | 8.4              | 33          | 0    | 14       | 139         | 9.9              | 21          | 0        | 0             | 0          |
| 2022 | DAL    | 17   | 17   | 107      | 1,359       | 12.7             | 39          | 9        | 10   | 47          | 4.7              | 14          | 0    | -        | -           | -                | -           | -        | 0             | 0          |
| 2023 | DAL    | 17   | 17   | 135      | 1,749       | 13.0             | 92          | 12       | 14   | 113         | 8.1              | 24          | 2    | -        | -           | -                | -           | -        | 3             | 2          |
| 2024 | DAL    | 15   | 15   | 101      | 1,194       | 11.8             | 65          | 6        | 14   | 70          | 5.0              | 18          | 0    | -        | -           | -                | -           | -        | 1             | 1          |
| 通算 | 通算   | 81   | 767  | 496      | 6,339       | 12.8             | 92          | 38       | 57   | 388         | 6.8              | 33          | 3    | 39       | 358         | 9.2              | 47          | 1        | 6             | 4          |

- 2024年度シーズン終了時
- 太字は自身最高記録
- ■はリーグ最高記録

#### ポストシーズン
| 年度 | チーム | 試合 | 試合 | レシーブ | レシーブ    | レシーブ         | レシーブ    | レシーブ | ラン | ラン        | ラン             | ラン        | ラン | ファンブル    | ファンブル |
| 年度 | チーム | 出場 | 先発 | 回数     | 獲得 ヤード | 平均 獲得 ヤード | 最長 ヤード | TD       | 回数 | 獲得 ヤード | 平均 獲得 ヤード | 最長 ヤード | TD   | ファン ブル数 | ロスト     |
| ---- | ------ | ---- | ---- | -------- | ----------- | ---------------- | ----------- | -------- | ---- | ----------- | ---------------- | ----------- | ---- | ------------- | ---------- |
| 2021 | DAL    | 1    | 1    | 1        | 21          | 21.0             | 21          | 0        | 1    | 5           | 5.0              | 5           | 0    | 0             | 0          |
| 2022 | DAL    | 2    | 2    | 14       | 185         | 13.2             | 46          | 1        | 2    | 6           | 3.0              | 4           | 0    | 0             | 0          |
| 2023 | DAL    | 1    | 1    | 9        | 110         | 12.2             | 47          | 0        | 1    | 5           | 5.0              | 5           | 0    | 0             | 0          |
| 計   | 計     | 4    | 4    | 24       | 316         | 13.2             | 47          | 1        | 4    | 16          | 4                | 5           | 0    | 0             | 0          |

- 2024年度シーズン終了時
- 太字は自身最高記録